# Jermaine Taylor (Fußballspieler)
Jermaine Taylor (* 14. Januar 1985 in Portland) ist ein jamaikanischer ehemaliger Fußballspieler.

## Leben
Jermaine Taylor machte bereits als Jugendlicher auf lokaler Ebene auf sich aufmerksam, als er noch zusammen mit seinem jüngeren Bruder Ricardo für den St. George’s SC aus Portland spielte, bevor der Club in die Profiliga aufgestiegen ist. Er spielte auch in der Fußballmannschaft der St. Mary Technical High School.
Sein älterer Cousin Fabian Taylor ist ebenfalls Fußballer und spielte u. a. in der nordamerikanischen Profiliga Major League Soccer (MLS).

### Vereinskarriere
Jermaine Taylor wechselte 2004 in die Profiliga zum jamaikanischen Hauptstadtclub Harbour View FC, für den zu der Zeit auch sein Cousin Fabian spielte. Taylor gewann mit Harbour View in der Saison 2006/07 die jamaikanische Meisterschaft und die CFU Club Championship 2007. Nachdem er bei Harbour View einige Zeit nicht mehr zum Einsatz gekommen war, ging er 2009 zurück zum inzwischen in die National Premier League, die höchste jamaikanische Spielklasse, aufgestiegenen St. George’s SC und blieb dort, bis er am 16. Februar 2011 von der US-amerikanischen MLS-Mannschaft Houston Dynamo unter Vertrag genommen wurde.
Am 22. Januar 2016 unterzeichnete Taylor einen Vertrag bei den Portland Timbers, die ihn zuvor beim MLS Re-Entry Draft 2015 ausgewählt hatten. Ein Jahr später wechselte er zu Minnesota United.

### Nationalmannschaft
Nach seinem Wechsel zu Harbour View wurde Taylor in die U20-Nationalmannschaft berufen.
Seit 2005 spielt er für die jamaikanische Fußballnationalmannschaft und gehörte zum jamaikanischen Aufgebot, das 2005 den Caribbean Cup gewann. Er wurde auch für den CONCACAF Gold Cup 2005 ins Team berufen. Nach einer mehrmonatigen Nationalmannschaftspause schaffte er 2009 wieder den Sprung in die Mannschaft. 2010 gewann er mit den Reggae Boyz zum zweiten Mal den Caribbean Cup. Auch beim CONCACAF Gold Cup 2011 spielte er für jamaikanische Nationalmannschaft.